# René Vande Voorde
René Vande Voorde (Lokeren, 12 mei 1912 – onbekend) was een Belgische atleet, die gespecialiseerd was in het kogelstoten en discuswerpen. Hij was Belgisch recordhouder en werd achtmaal Belgisch kampioen in het kogelstoten.

## Biografie
Vande Voorde begon in 1928 met atletiek en behaalde verschillende titels bij de jeugd. In zijn eerste jaar bij de senioren was hij meteen goed voor twee zilveren medailles in het kogelstoten en het discuswerpen. Tussen 1933 en 1945 veroverde hij acht Belgische titels in het kogelstoten. In 1934 verbeterde hij het Belgisch record kogelstoten van Auguste Vos tot 13,70 m.
Vande Voorde was aangesloten bij Racing Club Lokeren en stapte eind 1932 over naar Beerschot Atletiek Club. Ook zijn broer Jan was actief als kogelstoter en discuswerper.

## Belgische kampioenschappen
| onderdeel   | jaar                                           |
| ----------- | ---------------------------------------------- |
| kogelstoten | 1933, 1934, 1936, 1937, 1938, 1939, 1942, 1945 |

## Persoonlijk record
| Onderdeel   | Prestatie       | Datum        | Plaats |
| ----------- | --------------- | ------------ | ------ |
| kogelstoten | 13,70 m (ex-NR) | 17 juni 1934 | Nancy  |

## Palmares

### kogelstoten
- 1932:  BK AC - 12,49 m
- 1933:  BK AC - 12,57 m
- 1934:  BK AC - 13,28 m
- 1935:  BK AC - 13,01 m
- 1936:  BK AC - 13,08 m
- 1937:  BK AC - 13,19 m
- 1938:  BK AC - 12,71 m
- 1939:  BK AC - 12,90 m
- 1942:  BK AC - 12,19 m
- 1945:  BK AC - 12,67 m
- 1946:  BK AC - 13,01 m
- 1948:  BK AC - 12,67 m

### discuswerpen
- 1932:  BK AC - 39,69 m
- 1933:  BK AC - 33,60 m
- 1934:  BK AC - 36,49 m
- 1935:  BK AC - 38,83 m
- 1936:  BK AC - 38,61 m
- 1937:  BK AC - 38,45 m
- 1939:  BK AC - 39,22 m
- 1942:  BK AC - 37,01 m
- 1945:  BK AC - 37,04 m